# Bocchetta di Trescolmen
Die Bocchetta de Trescolmen ist ein Gebirgspass in den Adula-Alpen im italienischsprachigen Teil des Kantons Graubünden. Auf einer Höhe von 2161 m ü. M. verbindet der Pass die Orte Valbella (1334 m) und Mesocco (769 m). Über den mittleren der drei Übergänge vom Calancatal ins Misox führt ein Saumpfad und Wanderweg.
Der Pass liegt zwischen dem Piz de Trescolmen (2581 m) im Norden und der Cima de Gagela (2805 m) im Süden. Der Passweg kreuzt unterhalb der Passhöhe den Calanca-Höhenweg.